# San Pedro (Macati)

San Pedro in Población, Macati

Die Kirche San Pedro, auch Pfarrkirche St. Peter und Paul, ist eine römisch-katholische Kirche in Poblacion, dem ältesten Teil Makatis. Gegenüber der Fassade liegt die Plaza Cristo Rey, wo früher der Gemeindefriedhof war. Die Pfarrkirche von Poblacion gehört zum philippinischen Kulturerbe, das in der amtlichen Liste der Kulturdenkmäler der National Historical Commission of the Philippines erfasst ist.

## Geschichte

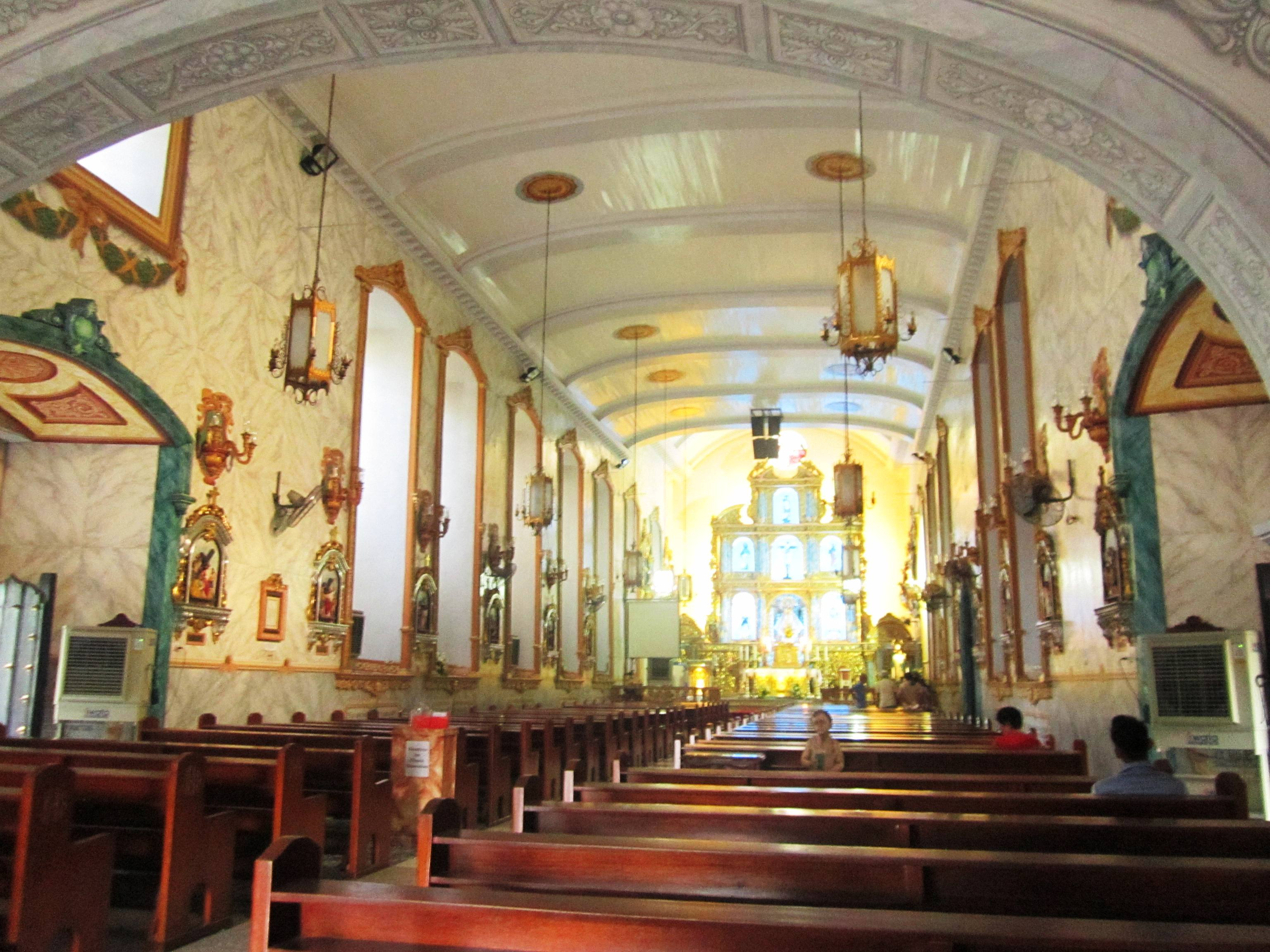
Kircheninneres mit Blick auf den Altarbereich mit dem aus Holz geschnitzten Altarbild.

Vor der Landnahme der Spanier war das heutige Gemeindegebiet Teil des Königreichs Sapa oder Namayan, dessen Herrscher Rajah Kalamayin in Namayan residierte, das heute Teil von Santa Ana, Manila ist. Die Franziskaner bekehrten die eingeborenen Tagalog von Sapa bis 1578 zum Christentum, nachdem sie die ursprüngliche Siedlung in eine Visita verwandelt hatten, die den Namen Santa Ana de Sapa trug.
1589 kaufte Capitan Pedro de Brito, damals Aide des spanischen Armeechefs, für 1500 Pesos den heutigen Gemeindegrund als Teil eines großen Areals und begründete eine Encomienda namens „Hacienda Pedro“.
Am 1. Juli 1608 spendeten Capitan Pedro de Brito, jetzt neu gewählter Alferez General, und seine Ehefrau Ana de Herrera einen Teil des Landes an die Jesuiten. Fray Gregorio Lopez S.J. nahm die Schenkung und eine zusätzliche Spende von 14.000 Pesos an, damit ein Arbeitshaus und eine Kirche am höchsten Hügel der Gegend gebaut würden, der Buenavista genannt wurde. Die Kirche sollte dem Heiligen Petrus als Kirchenpatron gewidmet werden, der zugleich Namenspatron des Schenkenden war.
Der Bau der Kirche begann 1620 unter Leitung von Fray Pedro delos Montes S.J. Als die Einnahmen der kirchlichen Encomienda durch die Produktion von Keramik auf jährlich 30,000 Pesos anstiegen, konnten die Jesuiten ihre Vision einer eindrucksvollen architektonischen Schöpfung verwirklichen. Die Kirche, die als San Pedro y Paul Viejo bekannt wurde, wurde aus behauenen Steinen hergestellt, dazu Kies und Split, gemischt mit Mörtel. Die Fassade wird von einer dreiteiligen päpstlichen Tiara dominiert, auf denen die kreuzförmigen Schlüssel des Heiligen Petrus abgebildet sind.
1718 brachte der Jesuit Juan Delgado eine Elfenbeinstatue der Jungfrau Maria als Virgen de la Rosa (Jungfrau der Rose) mit der Acapulco-Manila-Galleone von Mexiko auf die Philippinen. Dieses Marienbild wurde in der Kirche aufbewahrt und war Gegenstand der Verehrung aufgrund einer Haarreliquie, die angeblich in der Brust der Statue aufbewahrt wurde.
Nach Nick Joaquins Darstellung wird dies von der Beschreibung Pedro Murillos in seiner Historia de la Provincia de Filipinas de la Compania de Jesus bestätigt: „Euer allerheiligstes Bild Unserer Lieben Frau von der Rose trägt an der Brust einen sehr wertvollen Schatz, wertvoller als der von Tharsus oder Ophir mit ihren sehr wertvollen Edelmetallen. Es ist eine Strähne vom Haar ihres allerheiligsten Hauptes, von dessen Echtheit ich mit großer Bewunderung las. In ganz Indien kenne ich keine vergleichbare Reliquie.“
Leider ging der Reliquienbehälter wie die Hände und der Kopf aus Elfenbein in der Revolution von 1899 verloren. Es ist lediglich ein ovaler Hohlraum im Oberkörper sichtbar, die fehlenden Körperteile wurden aus Holz nachgebildet.
Nach Ansicht von Lourdes Policarpio stammt der Titel der Jungfrau von unserer Frau als mystischer Rose oder der Rosa mystica. In Lucca, Italien, wird das Fest unserer Frau der Rose jährlich am 30. Januar gefeiert. Man glaubt, dass an diesem Tag im Januar drei Rosen in den Armen der Jungfrau gefunden wurden.
In der Kirchengemeinde gibt es zwei berühmte Feste am 29. Juni, dem Festtag von Petrus und Paulus, und am 30. Juni, dem Fest „Unserer Frau der Rose“. Die „Panatang Sayaw“ (Tagalog: Gelöbnistänze), wie die Arkadentänze (bailes de los arcos) genannt werden, gehen bis mindestens zum Anfang des 19. Jahrhunderts zurück. Bei diesen Tänzen tragen die Tänzer bogenförmige Blumengirlanden. Es ist ein Ritual der Lobpreisung und der Danksagung für die Petrus und Paulus und die Jungfrau der Rose.

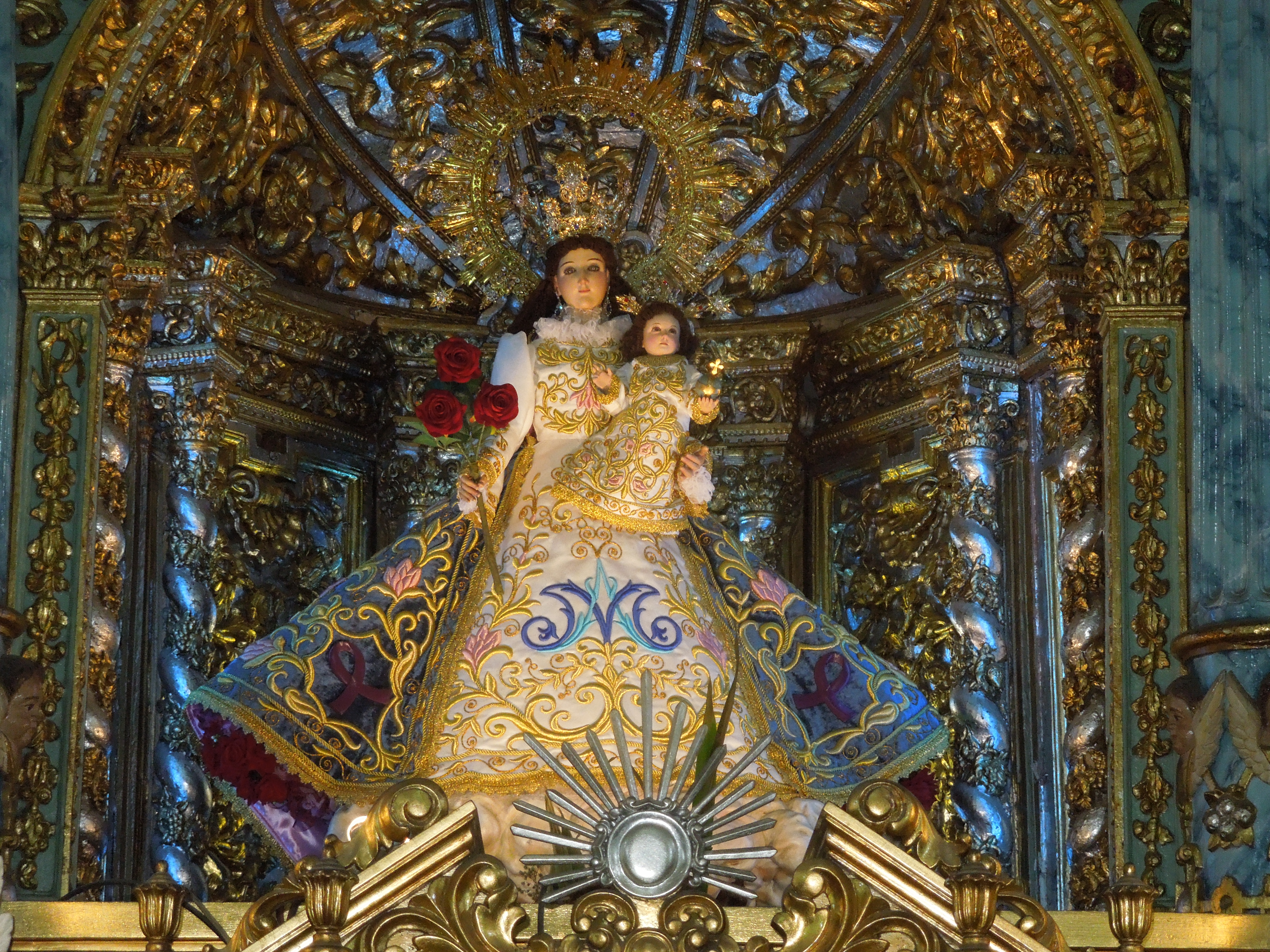
Virgen de la Rosa

Die Kirche wurde während der britischen Besatzung Manilas 1762 zerstört. Viel später, 1849, wurde die Kirche wiederaufgebaut, dafür wurden Steine aus den nahegelegenen Orten Guadalupe in Makati and Meycauayan in Bulacan benutzt, andere Materialien waren Jakal und Molave als Bauholz und Capiz-Muscheln für die Fensterscheiben.
Nach der Vertreibung der Jesuiten wechselte der Eigentümer. Die Makati Hacienda wurde vom Staat zurückgefordert und 1795 in einer öffentlichen Auktion an Don Pedro de Garuga, Marquis of Villa Medina, verkauft. Während der nächsten 50 Jahre wechselte der Besitz drei Mal, bis das Grundstück 1851 von Don Jose Bonifacio Roxas erworben wurde, dem Gründervater des Roxas-Ayala-Zobel-Clans, der seinen Familiensitz am Flussufer von Población errichtete, an der Stelle des heutigen Parks, dem „Casa Hacienda Park“.
Während des Kriegs mit den USA von 1899 bis 1902 wurde die Kirche als Spital für verwundete Soldaten benutzt. Das Kirchengelände diente auch als Lager amerikanischer Soldaten. In dieser Zeit ging die Statue und ihre Reliquie verloren.
Im Laufe der Jahre wurde die Kirche mehrfach renoviert. Die meisten Teile der Innenausstattung wie die Reredos, aber auch die Kirchenglocken blieben jedoch unverändert.

## Architektur

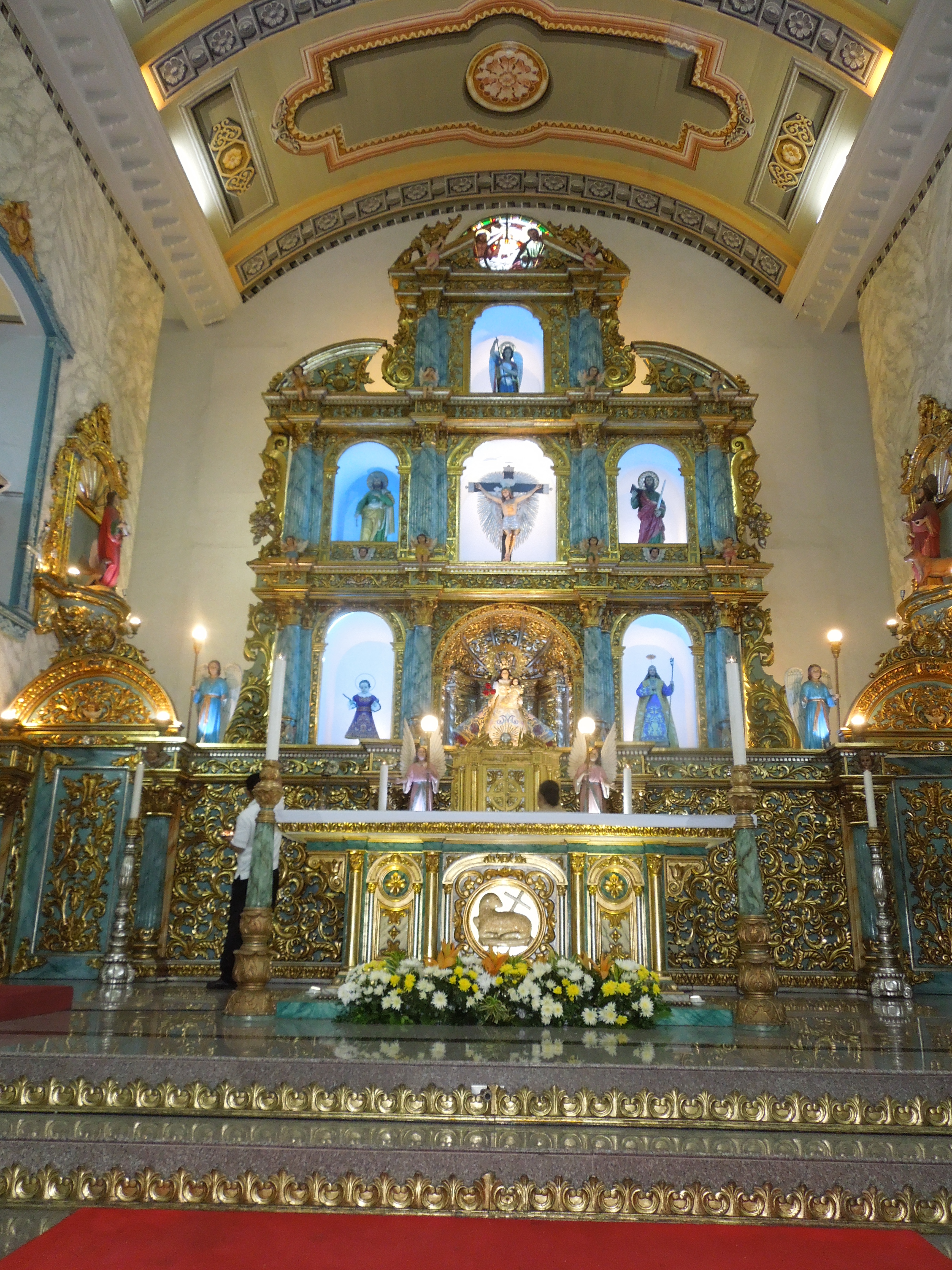
Das Altarbild

Die Bauweise entspricht den Stilmerkmalen des Barock. Das rechteckige Kirchenschiff mit Apsis und Sakristei ist typisch für die Kolonialzeit. Der Altar mit seinen geschnitzten Reredos mit Blumenmotiven und Früchten in der Tradition des Rokoko kann auch heute noch in der Kirche besichtigt werden.

## Kulturdenkmal
Die Saints Peter and Paul Parish Church wird vom Staat als Kultur- und Geschichtsdenkmal anerkannt und ist seit 1937 als solches gekennzeichnet.

## Gemeindepfarrer
| Name                                           | Dienstzeit                  | Status |
| ---------------------------------------------- | --------------------------- | ------ |
| Rev. Msgr. Jose Dimbla                         | 1899–1904                   | +      |
| Rev. Fr. Tirso Tomacruz                        | 1918                        | +      |
| Rev. Fr. Adriano Cuerpo                        | 1920–1929                   | +      |
| Rev. Fr. Getulio Ingal                         | 1930                        | +      |
| Rev. Fr. Osmundo Aguilar                       | 1931–1939                   | +      |
| Rev. Fr. Lazaro Ochuga                         | 1939–1951                   | +      |
| Rev. Fr. Francisco Teodoro                     | 1955–1974                   | +      |
| Rev. Fr. Pablo Dimagiba                        | 1974                        |        |
| Rev. Msgr. Feliciano Santos                    | 1974–1980                   | +      |
| Rev. Msgr. Antonio B. Unson, H.P.              | 1980–2006                   | i. R.  |
| Rev. Fr. Estelito Villegas                     | 2006–2014                   |        |
| Rev. Msgr. Pedro Gerardo O. Santos, Ed. D., PC | 15. Dezember 2014 bis heute |        |

## Frühere Priester
| Name                              | Dienstzeit | vorheriges Amt |
| --------------------------------- | ---------- | -------------- |
| Rev. Fr. Virgilio Soriano         | 1937       |                |
| Rev. Fr. Pio Palad                | 1951       |                |
| Rev. Fr. Dalmacio Eusebio         | 1960       | Vikar          |
| Rev. Fr. Amado Ligon, Jr.         | 1967       | Vikar          |
| Rev. Msgr. Augusto Pedrosa        | 1968       | Vikar          |
| Rev. Fr. Celso Sta. Maria         | 1970       | Vikar          |
| Rev. Fr. Rogelio Positar, OSA     | 1996       | Priester       |
| Rev. Fr. Jaime Bautista           | 1996       | Vikar          |
| Rev. Fr. Wilmer Rosario, JCD      | 2006       | Vikar          |
| Rev. Fr. Estanislao Amper         | Vikar      |                |
| Rev. Fr. Roy Bellen               | 2006–2011  |                |
| Rev. Fr. John Patrick D. Calimlim | 2008–2015  | Vikar          |
| Rev. Fr. Ryan O. Diño, SVD        | 2016       | Priester       |

## Gegenwärtige Geistliche
| Name                            | Amt                     |
| ------------------------------- | ----------------------- |
| Rev. Fr. Gabriel A. Paraan, Jr. | Asst. Gemeinde Priester |
| Rev. Fr. Boy Aurelio T. Buhay   | Resident Priest         |

## Betgemeinschaften
- Our Lady of Lourdes (Hondradez) Chapel (Brgy. Olympia, Makati City)
- Holy Cross (Sampalucan) Chapel (Brgy. Olympia, Makati City)
- Sacred Heart (Rockwell) Chapel (Power Plant Mall, Makati City)
- San Fabian (Olympia Village) Chapel (Brgy. Olympia, Makati City)